# Xã Cosmos, Quận Meeker, Minnesota
Xã Cosmos (tiếng Anh: Cosmos Township) là một xã thuộc quận Meeker, tiểu bang Minnesota, Hoa Kỳ. Năm 2010, dân số của xã này là 228 người.